# Sestava hokejové reprezentace Čech na ME 1913
Domácí němečtí funkcionáři se snažili před mistrovstvím poukázat na to, že při účasti Rakouska se nemůže turnaje zúčastnit plnohodnotně tým Čech, ale neuspěli. Hrálo se v dřevěné hale s malou ledovou plochou. Domácí tým v turnaji porazil pouze právě Rakousko, ale přesto ho zakončil s kladným skóre. Za Čechy zde poprvé nastoupil posléze dlouholetý reprezentant brankář Peka.

## Tabulka
| Medaile | Mužstvo |
| ------- | ------- |
| Zlato   | Belgie  |
| Stříbro | Čechy   |
| Bronz   | Německo |

## Sestava
- Jan Peka
- Jan Palouš
- Otakar Vindyš
- Jan Fleischmann
- Jaroslav Jirkovský
- Jaroslav Jarkovský
- František Rublič
- Josef Šroubek
- Miloslav Fleischmann

Trenérem tohoto výběru byl
| Sestava hokejové reprezentace Čech na ME                  | Sestava hokejové reprezentace Čech na ME           | Sestava hokejové reprezentace Čech na ME                |
| --------------------------------------------------------- | -------------------------------------------------- | ------------------------------------------------------- |
| Předchůdce: Sestava hokejové reprezentace Čech na ME 1912 | 1913 Sestava hokejové reprezentace Čech na ME 1913 | Nástupce: Sestava hokejové reprezentace Čech na ME 1914 |